# Kristine Minde
Kristine Minde, née Kristine Wigdahl Hegland le 8 août 1992, est une footballeuse internationale norvégienne qui évolue avec le club de Rosenborg BK.

## Biographie

### Parcours en équipe nationale
Après cinq ans à écumer toutes les sélections de jeunes, elle reçoit sa première sélection en équipe de Norvège le 6 juillet 2011, face à l'Australie (défaite 2-1). 
Elle participe à la Coupe du monde des moins de 20 ans en 2008 et en 2012.
Elle dispute avec l'équipe A la Coupe du monde 2011 qui se déroule en Allemagne, puis la Coupe du monde 2015 organisée au Canada.

## Palmarès
- Finaliste du championnat d'Europe en 2013 avec l'équipe de Norvège
- Championne d'Allemagne en 2018, 2019 et 2020 avec le VfL Wolfsburg
- Vainqueur de la Coupe d'Allemagne en , 2018, 2019 et 2020 avec le VfL Wolfsburg